# Victoria June
Victoria June (Brooklyn, Nueva York; 6 de mayo de 1992) es una actriz pornográfica y modelo erótica estadounidense.

## Biografía
De ascendencia dominicana y puertorriqueña, comenzó su carrera en el entretenimiento para adultos trabajando como bailarina exótica. Al principio, hacía viajes regulares a Scarlett's en Miami mientras dividía su tiempo entre Rick's Cabaret y Vivid en la ciudad de Nueva York. En 2017 una compañera bailarina de Vivid Cabaret conectó a June con una amiga suya que necesitaba una chica desinhibida para la próxima filmación de un video en donde interactuó con Natalia Starr, Jill Kassidy, Cindy Starfall y Gina Valentina.

## Premios y nominaciones
| Año  | Ceremonia    | Resultado | Premio                                 | Trabajo                    |
| ---- | ------------ | --------- | -------------------------------------- | -------------------------- |
| 2019 | Premios AVN  | Nominada  | Mejor escena de sexo lésbico en grupo  | Please Make Me Lesbian 17! |
| 2020 | Premios XBIZ | Nominada  | Mejor escena de sexo en película gonzo | Busty Petite 4             |